# Henry Mintzberg
Henry Mintzberg (nacido en Montreal, 26 de agosto de 1939) es un profesor académico internacionalmente reconocido y autor de varias publicaciones sobre negocios y gestión. En la actualidad, es profesor de la cátedra Cleghorn de Estudios de Gestión en la Universidad McGill en Canadá, donde enseña desde 1968, tras obtener su graduación en Gerencia y el Ph.D. de la MIT Sloan School of Management en 1965 y 1968 respectivamente. También recibió premios de honor en 1968 durante su graduación.

## Actividad
En The Nature of Managerial Work (1974), se propuso contrastar la realidad del trabajo de un mánager con la teoría empresarial que se enseñaba entonces. Mintzberg, uno de los mayores iconoclastas de la estrategia empresarial, concluyó que «lejos de un trabajo ordenado, enfocado y lineal, el trabajo diario de los gerentes eficientes implicaba una gestión de las situaciones caóticas, imprevisibles y desordenadas, donde no resulta sencillo distinguir lo trivial de lo esencial. En realidad, el trabajo de un gerente implica adoptar diferentes roles en diferentes situaciones, para aportar cierto grado de orden al caos que reina por naturaleza en las organizaciones humanas».
El libro suponía un ataque frontal a la estrategia de la planificación desarrollada hasta entonces por autores como Ansoff o consultoras como McKinsey. Además daba preponderancia a la creatividad e intuición de la estrategia poniéndolas muy por encima del proceso racional y analítico.
En La estructuración de las organizaciones (1985) y en Diseño de las organizaciones efectivas (2000) el autor canadiense identificó los componentes esenciales de una organización:
- Cumbre estratégica
- Línea media
- Núcleo operativo
- Tecnoestructura
- Estructura de apoyo

Y citaba como mecanismos de coordinación:
- Ajuste mutuo
- Supervisión directa
- Normalización de Procesos
- Normalización de Resultados
- Normalización de Habilidades

En la primera parte de El Proceso Estratégico (1993), Mintzberg define la estrategia, al estratega y el proceso de planificación de la estrategia. En la segunda y tercera parte continúa tratando los fundamentos y la formación de estrategas. En la cuarta parte concluye con varios casos prácticos: Sony, Microsoft, IBM y otros.
Posteriormente, Mintzberg trató el ocaso de la planificación estratégica en una de sus obras más conocidas, Auge y caída de la planificación estratégica (1994), en la que identifica tres premisas falsas o falacias de la planificación estratégica:
- La falacia de la predicción: el entorno futuro no puede predecirse, ya que es imposible predecir el comportamiento de los competidores.
- La falacia de la independencia: la formulación de la estrategia no puede separarse del proceso de dirección; un departamento de planificación no puede captar toda la información necesaria para la formulación estratégica. Tampoco debe tratarse de un proceso formal periódico, sino que se trata de un proceso dinámico.
- La falacia de la formalización: los procedimientos formales de planificación estratégica son insuficientes para hacer frente a los cambios constantes del entorno. Para ello, las organizaciones precisan de los sistemas informales y deben promover el aprendizaje juntando el pensamiento y la acción.

Anteriormente Frisknetcht[¿quién?] ya había afirmado que planteamiento y estrategia eran dimensiones completamente diferentes.[cita requerida]
En Safari a la estrategia (1999) identifica y critica a discreción las 10 principales escuelas de pensamiento estratégico.
En su libro Managers, no MBAs (2005), critica la capacitación de mánager formados mediante el estudio de posgrado Maestría en Administración de Negocios (en inglés: Master in Business & Administration, abreviado MBA), generalmente cursados por jóvenes sin experiencia, demasiado orientados a los números y los resultados que tienden a dejar de lado la gestión de equipos. Según Mintzberg no se puede crear un mánager en un aula. En cambio, propone la experiencia y el contacto con otros mánagers como el camino más directo para pulir a un buen mánager.
Según Mintzberg, los buenos mánagers tienen tres características: visión, experiencia y ciencia. Al centrarse sólo en la ciencia, se trabaja de modo incompleto. También sugiere que un nuevo programa de maestría, enfocada a gerentes en práctica laboral (en oposición a estudiantes jóvenes con poca experiencia del mundo real), y enfatizando en temas prácticos, puede ser más conveniente.[cita requerida]
El profesor Mintzberg señala a prestigiosas escuelas de graduados en administración tales como Harvard Business School y la Wharton Business School en la Universidad de Pensilvania como ejemplos de cómo la obsesión con los números y una tentativa entusiasta en hacer de la gestión de compañías sólo una ciencia, puede dañar la disciplina de la gestión.
En Strategy Bites Back (2005) Mintzberg ataca la falta de espontaneidad de la planificación estratégica clásica, alegando que si esta no fuera inspiradora, no sería estrategia realmente. En sus propias palabras, el libro toma diferentes voces que tengan algo "afilado" que decir sobre estrategia, como las de Michael Porter, Peter Drucker o Jack Welch.
Su último libro publicado es Tracking Strategies, Towards a General Theory (2007), donde pretende explicar los cambios de estrategias de manera deliberada o forzada. En el capítulo introductorio, analiza de nuevo el concepto de estrategia. En los siguientes diez capítulos analiza las estrategias de organizaciones en dilatados períodos en el tiempo, en algún caso hasta 150 años, mediante el uso de casos prácticos. Estos incluyen negocios, gobiernos, universidades, y personas.
Muchos estudiosos de estrategia empresarial alegan que Mintzberg sólo es capaz de realizar crítica destructiva sin aportar ningún modelo alternativo. Pese a sus ácidas críticas contra escuelas de negocio y consultoras estratégicas, ha ganado sendos premios de McKinsey (una de las principales consultoras estratégicas mundiales), publicados en la Harvard Business School (una de las principales escuelas de negocio mundiales). Lo cual no deja de ser irónico y refleja las propias contradicciones del autor.
La planificación estratégica quedó seriamente tocada tras The Nature of Managerial Work de Mintzberg en los ‘70, y la supresión de todo el departamento de planificación estratégica de General Electric en los años ‘80 (200 personas), que protagonizó el recién llegado CEO Jack Welch. Sólo con la llegada de Michael Porter con Competitive Strategy (1980) y Competitive Advantage (1985) la planificación estratégica volvió a resurgir con gran fuerza.

## Varios
Irónicamente, aunque el profesor Mintzberg es algo crítico sobre el negocio de consultoría en estrategias, ha ganado dos veces el Premio McKinsey por publicar el mejor artículo en la Harvard Business Review.
En 1997  fue condecorado como Oficial de la Orden de Canadá. En 1998 fue condecorado como Oficial de la Orden Nacional de Quebec.
Está casado con Sasha Sadilova, de origen checo y tienen dos hijas, Susie y Lisa.

## Obra
- 2012 La Estructuración de las organizaciones
- 2009. Managing
- 2007. Tracking Strategies: Towards a General Theory of Strategy Formation
- 2005. Strategy Bites back
- 2004. Managers not MBAs (Mintzberg, 2004)
- 2000a. Managing Publicly, con Jacques Bourgault
- 2000b. Why I Hate Flying
- 1998a. Strategy Safari, con Bruce Ahlstrand & Joe Lampel
- 1998b. The Strategy Process, con James Brian Quinn y Sumantra Ghoshal
- 1995. The Canadian Condition: Reflections of a "pure cotton"
- 1994. The Rise and Fall of Strategic Planning: Reconceiving Roles for Planning
- 1983. Structure in Fives: Designing Effective Organizations
- 1989. Mintzberg on Management: Inside Our Strange World of Organizations
- 1984. Organizations: A Quantum View, por Danny Miller & Peter Friesen. Escrito con la colaboración de Mintzberg, quien escribió el capítulo 1, "The Case for Configuration", y el capítulo 3, "A Typology of Organizational Structure".
- 1984. Tracking Strategies in the Birthplace of Canadian Tycoons: The Sherbrooke Record 1946-1976
- 1983. Beyond Method: Strategies for Social Research, por Gareth Morgan
- 1983. Power in and Around Organizations
- 1979. The Structuring of Organizations: A Synthesis of the Research
- 1977. Clues to Executive Time Control: The Manager - Puppet or Conductor?
- 1975. Impediments to the Use of Management Information
- 1975. The Structure of Strategic Decision Processes, con Raisinghani & Theoret
- 1973. The Nature of Managerial Work